# Stephen Leigh
Pour les articles homonymes, voir Leigh.
Œuvres principales
- Ace in the Hole

Stephen Leigh, né le 27 février 1951 à Cincinnati dans l'Ohio, est un écrivain américain de science-fiction et de fantasy. Il a collaboré à plusieurs reprises avec George R. R. Martin, notamment pour la série Wild Cards.

## Œuvres

### SérieRobots et extra-terrestres d'Isaac Asimov
- La Métamorphose du loup, J'ai lu, coll. Science-Fiction, 1991 ((en) Changeling, Ace Books, 1989), trad. Pierre K. Rey  (ISBN 2-277-23094-4)Paru dans Le Renégat, premier tome de la série Robots et extra-terrestres d'Isaac Asimov

### SérieDinosaures de Ray Bradbury
1. Le Cri du tyrannosaure, J'ai lu, coll. Science-Fiction, 1992 ((en) Dinosaur World, AvoNova, 1992), trad. Christian Marchand-Kiss  (ISBN 2-277-23307-2)
2. La Planète des dinosaures, J'ai lu, coll. Science-Fiction, 1994 ((en) Dinosaur Planet, AvoNova, 1993), trad. Pierre-François Reignier  (ISBN 2-277-23763-9)

### SérieWild Cards
1. Wild Cards, J'ai lu, coll. Nouveaux Millénaires, 2014 ((en) Wild Cards, 1987)Anthologie de nouvelles écrites avec Edward Bryant, Michael Cassutt, Leanne C. Harper, David D. Levine, George R. R. Martin, Victor Milán, John J. Miller, Lewis Shiner, Melinda Snodgrass, Carrie Vaughn, Howard Waldrop, Walter Jon Williams et Roger Zelazny
2. Aces Abroad, J'ai lu, coll. Nouveaux Millénaires, 2015 ((en) Aces Abroad, 1988)Anthologie de nouvelles écrites avec Edward Bryant, Michael Cassutt, Gail Gerstner-Miller, Leanne C. Harper, George R. R. Martin, Victor Milán, John J. Miller, Kevin Andrew Murphy (en), Lewis Shiner, Walton Simons (en), Melinda Snodgrass et Carrie Vaughn
3. Down and Dirty, J'ai lu, coll. Nouveaux Millénaires, 2016 ((en) Down and Dirty, 1988)Anthologie de nouvelles écrites avec Edward Bryant, Pat Cadigan, Arthur Byron Cover, Leanne C. Harper, George R. R. Martin, John J. Miller, Melinda Snodgrass, Walter Jon Williams et Roger Zelazny
4. Ace in the Hole, J'ai lu, coll. « Nouveaux Millénaires », 2016 ((en) Ace in the Hole, 1990)Roman coécrit avec Victor Milán, Walton Simons (en), Melinda Snodgrass et Walter Jon Williams
5. One-Eyed Jacks, J'ai lu, coll. « Nouveaux Millénaires », 2019 ((en) One-Eyed Jacks, 1991)Anthologie de nouvelles écrites avec Chris Claremont, Victor Milán, John J. Miller, Kevin Andrew Murphy (en), Lewis Shiner, Walton Simons (en), Melinda Snodgrass, Carrie Vaughn et William F. Wu
6. Jokertown Shuffle, J'ai lu, coll. « Nouveaux Millénaires », 2020 ((en) Jokertown Shuffle, 1991)Anthologie de nouvelles écrites avec Victor Milán, John J. Miller, Lewis Shiner, Walton Simons (en), Melinda Snodgrass et Walter Jon Williams
7. (en) Dealer's Choice, 1992Roman coécrit avec Edward Bryant, George R. R. Martin, John J. Miller et Walter Jon Williams
8. (en) Card Sharks, 1993Anthologie de nouvelles écrites avec Michael Cassutt, Victor Milán, Laura J. Mixon, Kevin Andrew Murphy (en), Melinda Snodgrass, William F. Wu et Roger Zelazny
9. (en) Marked Cards, 1994Anthologie de nouvelles écrites avec Leanne C. Harper, Victor Milán, Laura J. Mixon, Walton Simons (en), Melinda Snodgrass, Sage Walker (en) et Walter Jon Williams
10. (en) Black Trump, 1995Roman coécrit avec George R. R. Martin, Victor Milán, John J. Miller et Sage Walker (en)
11. (en) Deuces Down, 2002Anthologie de nouvelles écrites avec Daniel Abraham, Michael Cassutt, John J. Miller, Kevin Andrew Murphy (en), Walton Simons (en) et Melinda Snodgrass
12. (en) Inside Straight, 2008Anthologie de nouvelles écrites avec Daniel Abraham, Michael Cassutt, George R. R. Martin, John J. Miller, Melinda Snodgrass, Caroline Spector, Ian Tregillis et Carrie Vaughn
13. (en) Busted Flush, 2008Anthologie de nouvelles écrites avec Victor Milán, John J. Miller, Kevin Andrew Murphy (en), Walton Simons (en), Melinda Snodgrass, Caroline Spector, Ian Tregillis et Carrie Vaughn
14. (en) Suicide Kings, 2009Roman coécrit avec Daniel Abraham, Victor Milán, Melinda Snodgrass, Caroline Spector et Ian Tregillis
15. (en) Fort Freak, 2011Anthologie de nouvelles écrites avec Paul Cornell, David Anthony Durham, Ty Franck, Victor Milán, John J. Miller, Mary Anne Mohanraj, Kevin Andrew Murphy (en), Cherie Priest et Melinda Snodgrass
16. (en) High Stakes, 2016Anthologie de nouvelles écrites avec David Anthony Durham, John J. Miller, Melinda Snodgrass, Caroline Spector et Ian Tregillis
17. (en) Mississippi Roll, 2017Anthologie de nouvelles écrites avec David D. Levine, John J. Miller, Kevin Andrew Murphy (en), Cherie Priest et Carrie Vaughn
18. (en) Full House, 2022Anthologie de nouvelles écrites avec Daniel Abraham, Paul Cornell, Marko Kloos (en), David D. Levine, Victor Milán, Melinda Snodgrass, Caroline Spector, Carrie Vaughn et Walter Jon Williams
19. (en) Sleeper Straddle, 2024Roman coécrit avec Max Gladstone, Mary Anne Mohanraj, Cherie Priest, Christopher Rowe, Carrie Vaughn, Walter Jon Williams et William F. Wu

### Romans indépendants
- (en) The Omega Egg, 2007Écrit avec Tobias S. Buckell, Michael A. Burstein (en), Pat Cadigan, Bill Fawcett (en), David Gerrold, Brian Herbert, James Patrick Kelly, Kay Kenyon, Nancy Kress, Jody Lynn Nye (en), Laura Resnick, Mike Resnick, Kristine Kathryn Rusch, Robert Sheckley, Dean Wesley Smith (en) et Jane Yolen.

### Nouvelles traduites en français
- Ficelles, 2014 ((en) String, 1987)Publiée dans l'anthologie Wild Cards, J'ai lu, coll. « Nouveaux Millénaires »
- La Couleur de la haine, 2015 ((en) The Tint Of Hatred, 1988)Publiée en cinq chapitres et un prologue répartis dans l'ensemble de l'anthologie Aces Abroad, J'ai lu, coll. « Nouveaux Millénaires »
- La Couleur d'un esprit, 2016 ((en) The Hue of a Mind, 1988)Publiée dans l'anthologie Down and Dirty, J'ai lu, coll. « Nouveaux Millénaires »
- Seize bougies, 2019 ((en) Sixteen Candles, 1991)Publiée dans l'anthologie One-Eyed Jacks, J'ai lu, coll. « Nouveaux Millénaires »
- La Tentation de Jérôme Bouffi, 2020 ((en) The Temptation of Heironymous Bloat, 1991)Publiée en onze chapitres répartis dans l'ensemble de l'anthologie Jokertown Shuffle, J'ai lu, coll. « Nouveaux Millénaires »